# 松下站

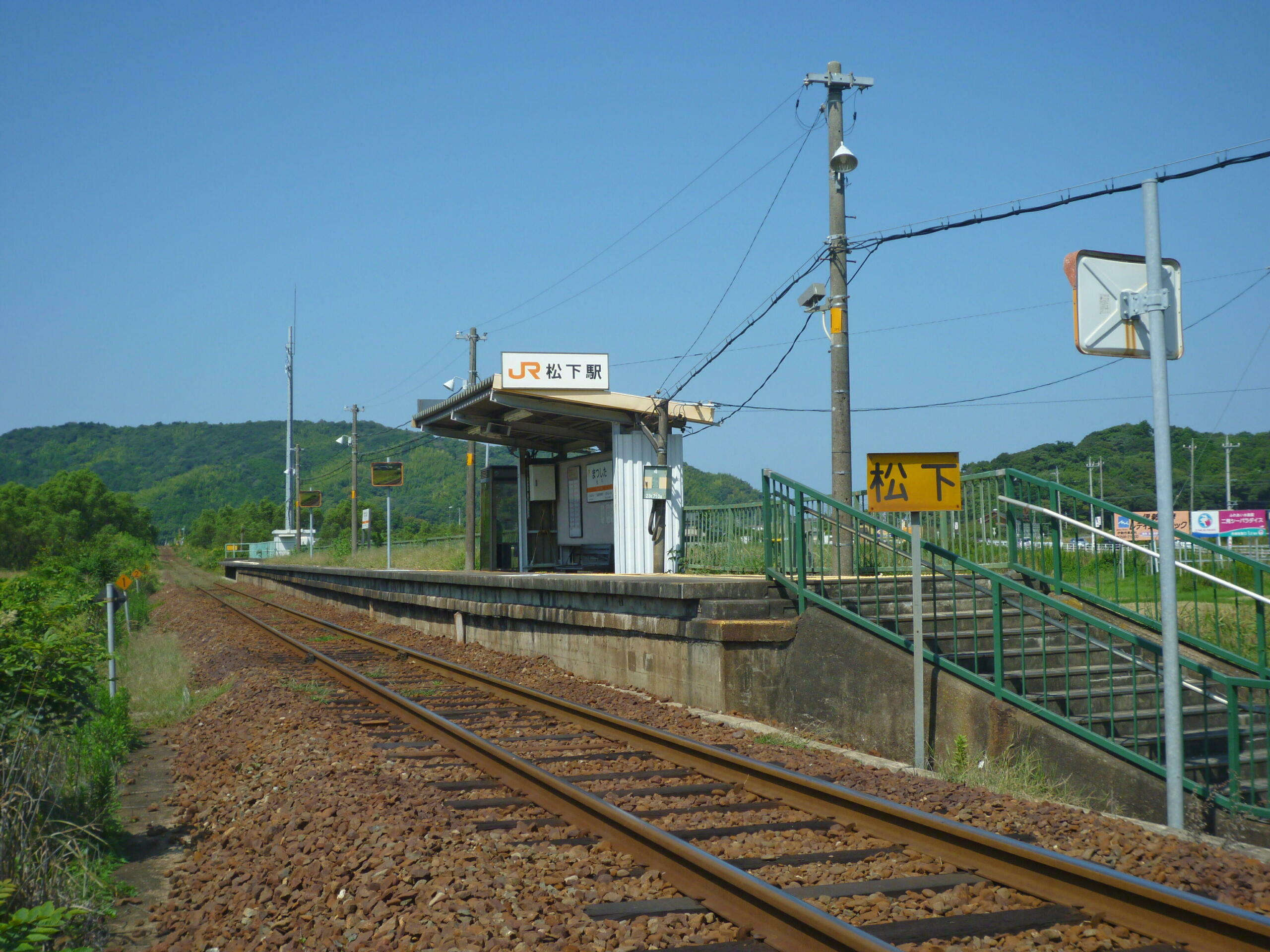
車站全景（2009年9月24日）

松下站（日语：／ Matsushita eki */?）是位於三重縣伊勢市二見町松下，東海旅客鐵道（JR東海）的參宮線車站。
在快速「三重」中，伊勢市至鳥羽之間各站停車的列車（上午的上行班次和黃昏以後的班次）會停靠此站。

## 歷史
- 1963年（昭和38年）4月1日 - 參宮線二見浦至鳥羽之間新設此站[1]。
- 1987年（昭和62年）4月1日 - 伴隨國鐵分割民營化，車站由東海旅客鐵道（JR東海）營運[1]。

## 車站構造
車站是一座地面車站，設有1面1線的單式月台。
此站是由伊勢市站管理的無人車站，沒有車站大樓，只有候車室。月台建於盛土上，車站出入口為樓梯。

## 利用狀況
根據「三重縣統計書」，以下為1日平均乘車人次列表：
| 年度   | 1日平均 乘車人次 |
| ------ | ---------------- |
| 1998年 | 62               |
| 1999年 | 58               |
| 2000年 | 58               |
| 2001年 | 50               |
| 2002年 | 54               |
| 2003年 | 53               |
| 2004年 | 50               |
| 2005年 | 56               |
| 2006年 | 52               |
| 2007年 | 45               |
| 2008年 | 44               |
| 2009年 | 43               |
| 2010年 | 41               |
| 2011年 | 38               |
| 2012年 | 37               |
| 2013年 | 45               |
| 2014年 | 41               |
| 2015年 | 36               |
| 2016年 | 36               |
| 2017年 | 30               |
| 2018年 | 30               |
| 2019年 | 33               |

## 車站周邊
車站周邊是草原和農田，較少住宅。此站距離國道一段距離。
- 國道42號（日语：国道42号）
- 神前、許母利、荒前神社（日语：神前神社 (伊勢市)）
- 伊勢夫婦岩親睦水族館Sea Paradise（日语：伊勢夫婦岩ふれあい水族館シーパラダイス）（舊稱・二見Sea Paradise）
- 馬孔德美術館（日语：マコンデ美術館）
- 粟皇子神社（日语：粟皇子神社）
- 江神社（日语：江神社）

### 巴士路線
三重交通（松下巴士站）
- 41系統：鳥羽
- 41系統：伊勢市站（經河崎町（日语：河崎 (伊勢市)））

## 相鄰車站
東海旅客鐵道（JR東海）
參宮線
部分快速「三重」停車站
二見浦－松下－鳥羽
在2020年（令和2年）3月13日前，此站與鳥羽站之間設有池之浦海岸站（臨時車站）。

## 注腳
1. 1 2 3  曾根悟（監修）. 朝日新聞出版分冊百科編集部（編集） , 编. . 週刊朝日百科. 25号 紀勢本線・参宮線・名松線. 朝日新聞出版. 2010-01-10: 25 （日语）.
2. ↑  三重県統計書 （页面存档备份，存于） - 三重県